# 人民党 (塞尔维亚2017年)
人民党（羅馬化：Narodna stranka）是塞尔维亚一个自由保守主义政党。

## 政党历史
2016年，武克·耶雷米奇竞选联合国秘书长失败，回到塞尔维亚。相比其他反对派政治家，耶雷米奇享有更高的声望。他拒绝支持已经有多党支持的萨沙·扬科维奇，准备次年竞选总统。尽管很多人认为反对派团结起来，共同迎战亚历山大·武契奇是更好的选项，也认为扬科维奇才是更好的人选，耶雷米奇还是决定亲自上阵。最终，他名列第四，获得了206,676张普选票，得票率为5.65%。
尽管选举结果不佳，耶雷米奇还是宣布了自己将要组党的决定。他获得了反对武契奇当局的保守派学者和前塞尔维亚民主党党首桑达·拉什科维奇·依维奇的支持，于2017年10月组建了人民党。同时，议员米洛斯拉夫·阿列克西奇允许其担任党主席的塞尔维亚人民运动重新注册和运作。这令人民党省去了注册的繁琐步骤，党代表则暗示此举避免了注册阶段党名被抢注的风险。
截至2017年10月，人民党共有三位国会议员，但他们并没有组成统一的议会集团：其中在创党大会上被选为首任副主席的阿列克西奇自2016年起就和鲍里斯·塔迪奇的社会民主党形成联盟，也是该联盟的副领导人；在人民党创党大会上被选为五名副主席之一的拉什科维奇·依维奇是新塞尔维亚党和拯救塞尔维亚联盟的领导人；塞尔维亚社会民主党前党员迪亚娜·武克曼诺维奇也是该联盟的一员。

## 政治立场
自创立以来，人民党自视为执政党塞尔维亚前进党的反对党。耶雷米奇自称是亲欧洲主义者，但反对塞尔维亚加入北大西洋公约组织。